# Мартін Бойл
Мартін Бойл (англ. Martin Boyle, нар. 25 квітня 1993, Абердин) — шотландський та австралійський футболіст, нападник шотландського клубу «Гіберніан».
Виступав, зокрема, за клуб «Гіберніан», а також національну збірну Австралії.
Володар Кубка Шотландії. Чемпіон Шотландії.

## Клубна кар'єра
У дорослому футболі дебютував 2010 року виступами за команду «Монтроз», у якій провів два сезони, взявши участь у 65 матчах чемпіонату. 
Згодом з 2012 по 2015 рік грав у складі команд «Данді» та «Монтроз».
Своєю грою за останню команду привернув увагу представників тренерського штабу клубу «Гіберніан», до складу якого приєднався 2015 року. Відіграв за команду з Единбурга наступні сім сезонів своєї ігрової кар'єри. Більшість часу, проведеного у складі «Гіберніана», був основним гравцем атакувальної ланки команди.
Протягом 2022 року захищав кольори клубу «Аль-Фейсалі».
До складу клубу «Гіберніан» приєднався 2022 року. Станом на 8 листопада 2022 року відіграв за команду з Единбурга 12 матчів в національному чемпіонаті.

## Виступи за збірні
У 2007 році дебютував у складі юнацької збірної Шотландії (U-16), загалом на юнацькому рівні взяв участь у 2 іграх, відзначившись одним забитим голом. Однак потім Бойл вирішив виступати за Австралію, оскільки його батько народився в Сіднеї.
У 2018 році дебютував в офіційних матчах у складі національної збірної Австралії.
Бойл був включений до заявки збірної на чемпіонат світу 2022 року у Катарі, однак напередодні старту турніру 20 листопада 2022 року він був виключений зі складу через травму коліна; Бойл замінив у заявці Марко Тіліо.

## Титули і досягнення
- Володар Кубка Шотландії (1):

«Гіберніан»: 2015-2016
- Чемпіон Шотландії (1):

«Гіберніан»: 2016-2017